# 希瑟·马修斯
希瑟·马修斯（英語：Heather Matthews，1946年—），旧姓汤姆森（Thomson），新西兰女子田径运动员。她曾代表新西兰参加1978年英联邦运动会田径比赛，获得女子3000米银牌。